# İlqar Mirzəyev
İlqar Mirzəyev (Gardabani, 8 maggio 1973 – Distretto di Tovuz, 14 luglio 2020) è stato un militare azero.
Colonnello in servizio nelle forze armate dell'Azerbaigian, ha preso parte alla guerra dei quattro giorni in Nagorno Karabakh. Ha ricevuto il titolo di Eroe nazionale dell'Azerbaigian dopo la sua morte, avvenuta durante gli scontri armeno-azeri del luglio 2020.

## I primi anni
İlqar Mirzəyev nacque l'8 maggio 1973 a Gardabani, RSS Georgiana, che a quel tempo faceva parte dell'Unione Sovietica. Venne ammesso alla scuola secondaria di Gardabani nel 1980 e si laureò nel 1990. Mirzəyev fu poi ammesso all'Accademia militare superiore dell'Azerbaigian nel 1991, laureandosi 1995.

## Servizio militare
İlqar Mirzəyev entrò nelle forze armate dell'Azerbaigian nel 1995 con il grado di tenente, prestando servizio negli anni successivi a Baku, Gəncə, Naxçıvan, Beyləqan, Goranboy e Şəmkir. Nel 2016 partecipò in prima linea alla guerra dei quattro giorni in Nagorno Karabakh. Promosso al grado di colonnello nel 2018, il 23 febbraio 2019 fu nominato comandante di artiglieria del 3º Corpo d'Armata.
Mirzəyev prese parte agli scontri di confine tra Armenia e Azerbaigian nel luglio 2020 e fu ucciso il 14 luglio 2020, nel territorio del distretto di Tovuz. Venne sepolto il 15 luglio a Baku, insieme a Polad Həşimov. Al funerale parteciparono tra gli altri il ministro della difesa dell'Azerbaigian Zakir Hasanov, il capo di stato maggiore Najmaddin Sadigov e il sindaco di Baku, Eldar Azizov.

## Vita privata
İlqar Mirzəyev era sposato e aveva un figlio e una figlia. Il 17 luglio il presidente dell'Azerbaigian, İlham Əliyev, ha donato un appartamento alla famiglia di Mirzəyev.

## Onorificenze
- 2016 - Ordine "per il servizio alla Patria" (decreto del Presidente dell'Azerbaigian, İlham Əliyev[3])
- 2018 - Medaglia del Centenario dell'esercito dell'Azerbaigian (decreto del presidente Əliyev[3])
- 2020 - Eroe Nazionale dell'Azerbaigian (conferimento postumo il 9 dicembre 2020, decreto del Presidente Əliyev[8])